# Urielle de Trémeur
Pour les articles homonymes, voir Urielle et Sainte-Urielle.
Urielle de Trémeur, ou sainte Urielle ou sainte Arielle ou Eurielle ou Curielle et, en breton, Uriel, est une sainte chrétienne bretonne ; elle est fêtée le 1er octobre.

## Histoire et tradition
Urielle de Trémeur était l'une des filles de Hoël III, roi de l'Armorique, qui, marié vers 590 à Pritelle, en eut seize garçons et six filles. Cette nombreuse postérité profita si bien de la bonne éducation qu'elle reçut, que René Benoît assure, dans la vie de sainte Josse, qu'elle fut toute sainte.
L'aîné des enfants du roi fut Judicaël, que le peuple appelle Gicquel ; le deuxième, Judoc ou Josse ; le troisième, Winoc ; le quatrième, Eoc ; le cinquième, Eumaël ; le sixième, Doetval ; le septième, Gozel ou Gladran ou Salomon ; le huitième, Largel ; le neuvième, Ruivas ; le dixième, Riguald ; le onzième, Judgoseth ; le douzième, Halon ; le treizième, Ludon ; le quatorzième, Guinmaël, qui, dit-on, fut lépreux ; le quinzième, Guenae ; le seizième Juthaël, qui naquit après la mort de son père. Quant à Guennoc, il peut être le même que saint Winoc. Quelques-uns disent que Morchaël était fils de Hoël ; mais on n'en trouve pas de preuve.
Les filles du monarque breton furent sainte Eurielle, Sainte Onnen, Bredai, Guen, Cléor et Prust.
C'est peut-être Guinmaël ou son frère Guenae, qui est cité parmi les saints.
Les deux saintes princesses Urielle et Onnen se consacrèrent toutes deux à la religion. 
- Sainte Urielle est la patronne d'une paroisse portant son nom autrefois enclavée dans l'évêché de Saint-Malo mais relevant de l'évêché de Dol.
- Onnen est honorée dans la petite paroisse de Tréhorenteuc dans la forêt de Paimpont.

## Article lié
- Liste des rois légendaires d'Armorique

## Sources et références
- « Vies des bienheureux et des saints de Bretagne » par M. de Garaby (1839) - Saint-Brieuc.

1. ↑  Nominis : Sainte Arielle
2. ↑  Cette tradition assimile le mythique Hoël III d'Armorique au roi de  Domnonée Judhaël le père du Judicaël historique